# Кибуц
Кибу́ц (ивр. קִבּוּץ‎; первоначально קְבוּצָה, квуца — «группа», также киббуц) — сельскохозяйственная коммуна в Израиле, характеризующаяся общностью имущества и равенством в труде и потреблении.

## История

### До создания государства
Молодёжь, прибывшая в Землю Израильскую со второй алиёй 1904—1914 годов, была воодушевлена как идеей национального возрождения еврейского народа на его исторической родине, так и социальными идеями, сочетавшими идеи европейского социализма с социально-этическими идеалами библейских пророков. Осуществление этих стремлений (которые в новое время проповедовали Ф. Оппенгеймер, Н. Сыркин и другие) казалось простым ещё и потому, что в Палестине периода турецкого владычества фактически ещё не сложилось общества, которое следовало бы перестраивать, так что вновь возникающее можно было строить на основе идеологии репатриантов. Эта идеология испытала сильное влияние взглядов А. Гордона, видевшего в продуктивном, в первую очередь, сельскохозяйственном труде залог возрождения еврейского народа. Однако реализация этих стремлений натолкнулась на отсутствие земельных участков, пригодных для сельскохозяйственного использования, климатические и природные трудности, скудость средств, враждебность турецкой администрации и соседей-арабов, а также на недоброжелательное отношение чиновников барона Э. Дж. Ротшильда. Кибуц был основан на принципе коллективного владения имуществом и средствами производства, равенства в работе, потреблении и социальных услугах, на отказе от наёмного труда, главными идеологами были И. Трумпельдор и Маня Шохат.
Первое основанное на коллективных началах сельскохозяйственное поселение, квуца Дгания, было создано в 1909 году. К концу 1-й мировой войны в стране уже было восемь сельскохозяйственных коммун, в которых состояло, в общей сложности, 250—300 человек.

С установлением британской власти в подмандатной Палестине (1920) и началом третьей репатриации в Израиль кибуцное движение стало интенсивно развиваться. Многочисленные активисты заселения, прибывшие из России и Польши, включались в существующие или организовывались в новые сельскохозяйственные, а также рабочие коммуны, крупнейшей из которых была Гдуд ха-‘авода. Наряду с небольшими, в начале 1920-х годов были основаны и крупные сельскохозяйственные коммуны: Бет-Альфа, Гева (1921), Дгания-Бет (1920), Кирьят-‘Анавим, Тель-Иосеф (1921), Хефци-Ба (1922), Эйн-Харод, Ягур и другие. За годы британского правления в Земле Израильской число сельхозкоммун и коллективно купленного жилья возросло до 176, а их население в конце мандатного периода насчитывало 47,4 тыс. человек (около 23 тыс. членов).

### После создания государства
С 1948 года основание новых кибуцев несколько замедлилось. Основной людской резерв общин — активисты заселения из Европы — был уничтожен во время 2-й мировой войны. Волна репатриантов, хлынувшая в Эрец-Исраэль после 1948 года, состояла главным образом из евреев Азии и Африки и европейских евреев, переживших Холокост, которые предпочитали создавать мошавы (сельскохозяйственная община, действующая на кооперативных началах).
Тем не менее, число кибуцев продолжало расти за счёт молодёжной алии из Европы и Америки, а также притока уроженцев страны. 
По переписи 1983 года в Израиле насчитывалось 267 кибуцев, в которых жили около 116 тыс. человек — 69 тыс. трудоспособных членов и 47 тыс. детей и стариков. В еврейском населении Израиля жители кибуцев составляли в указанном году около 3 процентов (до основания государства — 7 процентов).

## Виды кибуцев
Вслед за изменениями в обществе и изменением разных законов, затрагивающих существование кибуцев, их уклад и формы их участия в экономике Израиля, с 2005 года всем кибуцам был присвоен один из трёх следующих статусов:
- общинный кибуц (традиционная форма);
- обновленный кибуц (только частичное обобществление);
- городской кибуц.

### Идеологические течения
Все кибуцы Израиля принадлежат трём кибуцным течениям. Самое массовое (85 % всех кибуцев), «Кибуцное движение» (ивр. התנועה הקיבוצית‎ — «Тнуа кибуцит»), представляет федерацию двух кибуцных организаций с различными идеологическими платформами, возникшую после ряда слияний и разъединений на базе старейших светских сионистских движений, таких как Ха-шомер ха-цаир. 
19 кибуцев приходилось на сионистско-религиозное течение «Ха-Кибуц ха-дати ха-поэль ха-мизрахи» (ивр. הקיבוץ הדתי הפועל המזרחי‎).
2 кибуца были организованы рабочим ультраортодоксальным (харедим) движением «Поалей агудат исраэль» (ивр. פועלי אגודת ישראל‎).

## Количество кибуцев и их членов
| Год                                                                         | Количество кибуцев | Суммарное население кибуцев | В процентах от населения Израиля |
| --------------------------------------------------------------------------- | ------------------ | --------------------------- | -------------------------------- |
| 1910                                                                        | 1                  | 10                          |                                  |
| 1920                                                                        | 12                 | 805                         |                                  |
| 1940                                                                        | 82                 | 26 554                      |                                  |
| 1950*                                                                       | 214                | 66 708                      | 4.9%                             |
| 1970                                                                        | 229                | 85 110                      | 2.8%                             |
| 1989                                                                        | 270                | 129 000                     | 2.8%                             |
| 1990                                                                        | 270                | 125 100                     | 2.6%                             |
| 2001                                                                        | 267                | 115 500                     | 1.8%                             |
| *После арабо-израильской войны в 1949 году 50 кибуцев были заново основаны. |                    |                             |                                  |

## Роль в истории Израиля
Разветвлённая сеть кибуцев в разных районах страны до и после возникновения Государства Израиль сыграла важную роль в решении одной из главных задач сионистского движения — создания класса еврейских земледельцев, способных обеспечить еврейское население необходимыми сельскохозяйственными продуктами. В относительно короткий срок новые поселенцы, лишь часть которых прошла подготовку на учебных фермах (хаввот хахшара), организованных группами активистов заселения за границей, создали в Земле Израильской высокопродуктивное сельское хозяйство, не уступающее по уровню хозяйствам развитых стран с многовековой земледельческой традицией.
Сельскохозяйственные поселения создавались на крайне скромные средства Всемирной сионистской организации. Первые годы поселенцы были вынуждены жить в палатках или бараках и довольствоваться скудным рационом. Тяжёлые условия жизни усугублялись болезнями, в первую очередь малярией. Во многих местах поселенцам часто угрожала опасность вооружённых нападений соседей-арабов. Однако сплочённость коммун, целеустремленность их членов, планомерная организация трудовой деятельности способствовали тому, что такие бедствия причиняли им менее серьёзный и менее длительный ущерб, чем сельским поселениям других видов (например, мошавам).
Когда вследствие арабских беспорядков (1936—1939) и наложенных британской администрацией ограничений на приобретение земли возникла необходимость создать в короткое время значительное число поселений в районах, где до тех пор не было еврейского населения, кибуцное движение было наиболее активным в сооружении быстровозводимых пунктов типа хома у-мигдал (стена и башня). В 1936—47 годах были созданы 118 способных к самообороне поселений в большинстве кибуцев. Кибуцное движение основало и большинство первых сельскохозяйственных поселений в Негеве, к планомерному заселению которого приступили лишь в 1943 году.
Все взрослые члены кибуцев числились в отрядах Хаганы с самого её возникновения; кибуцы служили как её базами, так и прибежищем для нелегальных репатриантов, в перевозке которых в подмандатную Палестину кибуцное движение принимало активное участие. Части Пальмаха были расквартированы в кибуцах, где они тренировались и несли охранную службу, одновременно помогая членам кибуцев в сельскохозяйственной работе. После провозглашения государства вдоль границы и в стратегических пунктах были созданы кибуцы, ставшие форпостами обороны страны и препятствием для проникновения террористов. 
Значительно число членов кибуцев в командном составе Армии обороны Израиля.